# IC 3329
IC 3329 је дио галаксије (напримјер сјајан HII регион) у сазвјежђу Береникина коса која се налази на листи објеката дубоког неба у Индекс каталогу.
Деклинација објекта је + 27° 33' 52" а ректасцензија 12h 25m 55,9s.